# Daniela Dar-Creutz
Daniela Dar-Creutz (* vor 1985 in München) ist eine deutsche Filmemacherin, die in New York und München lebt.

## Leben
Daniela Creutz schloss 1992 ihr Studium der Kunst bei Seeger an der Universität München mit einem Master in ihrer Geburtsstadt ab. 1995 wanderte sie in die Vereinigten Staaten aus, nachdem mit dem BDA Design Award für ihre „Ostern-Kampagne“, 6-Informationen, erhielt, um Film an der New York University zu studieren.
Zwei Jahre später, 1997, gründete sie nach ihrem ersten erfolgreichen Kurzfilm die Firma Blu Circe Produktions in New York City. Im Juli 2011 zog die Firma nach München zurück. Als Regisseurin, Autorin und als Redakteurin für Film und Fernsehen arbeitet sie in englischer und deutscher Sprache für verschiedene Produktionsfirmen und Fernsehsender.
Dar-Creutz mache sich für die Dokumentation „Mit dem Fahrrad durch Indonesien“  1992  auf eine Mountainbike Expedition durch Indonesien. Es folgen die 1999 die Produktionen „Vier Experten … auf der Suche nach einem Film“.
Unter ihrer Regie entstand 2002 eine 33-teilige Serie über Alfred Nobel und die wohl bedeutendsten Nobelpreisträger der letzten 100 Jahre im Auftrag vom Smithsonian Museum und der „Deutschen New Yorker“. Die Serie entstand in der Folge des 11. September, zum Zeitpunkt des Anschlags lebte Dar-Creutz in New York City, einen impressionistischen Blick auf 14 Deutsche.
Zur Vorbereitung des Drehbuchs  zu „Tauziehen“ lebte Dar-Creutz zwei Monate in Kambodscha, um vor Ort zu recherchieren.
2011 erhält sie den Juliane Bartel Medienpreis für ihre Dokumentation Arrangiertes Glück in der Kategorie
Dokumentation, Reportage, Feature, Magazinbeitrag mit einer Länge von mehr als 10 Minuten.
Daniela Dar-Creutz ist Mitglied im Bundesverband Regie und bei ProQuote Regie.

## Filmografie  (Auswahl)
- 1993: German Night
- 1997: Conman
- 2006: Captivated
- 2008–2011: Arrangiertes Glück (Regie, Drehbuch, Schnitt, Produzent)

## Ausstellungen (Auswahl)
- 1985: “Prisoners of Conscience in Turkey”. Ausstellung, Amnesty International, München
- 1989: „Against Racism“. Photography, International Exhibition Düsseldorf, Düsseldorf
- 2001–2002: „Nobel Voices“. Ausstellung, 34 Videos on Nobel Prize Winners. Smithsonian Museum Washington DC und Deutsches Museum Bonn und München

## Auszeichnungen
- 1990: „Energy, Water & Gas“. Photography (2 Series), First Prize & Third Prize for The Environment, München
- 1994: “German Night”. Short Film, First Prize, Munich Short Film Festival, München
- 1998: Best Short Film, International Short Film & Video Festival, New York
- 1998: „Easter Campaign“. 6 Video Clips, BDA International Design Award (Gold), First Prize (1995), L.A., USA
- 1998: “Conman”. Short Film, Audience Award, International Film Festival Oldenburg
- 2011: Juliane Bartel Medienpreis für „Arrangiertes Glück“